# Charadrahyla trux
La rana arbórea de espolón (Charadrahyla trux) es un anfibio de la familia Hylidae y es endémica de la Sierra Madre del Sur de Oaxaca, México 1.

## Clasificación y descripción de la especie
Es un anuro de la familia Hylidae del orden Anura. Es de talla grande. Llegan a alcanzar una longitud de 81mm. En vista dorsal, la cabeza es larga y moderadamente puntiaguda. El tímpano es pequeño y redondo. Los dedos son moderadamente largos. Se caracteriza porque los machos sexualmente maduros poseen una membrana hipertrofiada entre el primer y segundo dedo del pie. La coloración dorsal es café pardo con manchas irregulares café chocolate en la cabeza, cuerpo y superficie superior de los brazos; tiene bandas transversales del mismo color en las extremidades posteriores 2,3.

## Distribución de la especie
Endémica de México, se conoce solo de algunas localidades en los alrededores del Cerro Teotepec en la Sierra madre del Sur de Guerrero distribuye en la Sierra Madre del Sur de Oaxaca 2,3,4.

## Ambiente terrestre
Vive entre los 1,760 a 2,415 m s. n. m. en bosque de pino encino y bosque mesófilo de montaña2,3,4. Sus hábitats naturales son los montanos secos y los ríos.

## Estado de conservación
Se considera como Amenazada (Norma Oficial Mexicana 059) y amenazada en la lista roja de la UICN por la destrucción de su hábitat natural.